# Wiesław Rembieliński
Wiesław Rembieliński (ur. 25 maja 1937 w Pabianicach) – polski prawnik i działacz polityczny, wojewoda słupski (1991–1993). 

## Życiorys
W młodości zajmował się szermierką. Ukończył prawo na Uniwersytecie Wrocławskim, jednak z powodów politycznych nie został dopuszczony do pracy na uczelni. W 1990 uzyskał mandat radnego rady miasta i gminy w Miastku, został członkiem zarządu miasta i gminy. W latach 1991–1993 sprawował funkcję wojewody słupskiego. Obecnie mieszka i działa społecznie w Bornem Sulinowie m.in. na rzecz rozwoju turystyki w mieście. 
Był członkiem Porozumienia Centrum.